# Erland Johnsen
Erland Johnsen (ur. 5 kwietnia 1967 w Moss, Norwegia) – norweski trener piłkarski i piłkarz, występował na pozycji obrońcy.

## Kariera
Karierę piłkarską rozpoczynał w klubie Moss FK W 1988 został sprzedany do Bayernu Monachium, z którym zdobył dwa mistrzostwa Niemiec w 1989 oraz 1990. W grudniu 1989, przeszedł do angielskiego klubu Premier League – Chelsea, w którym spędził 8 sezonów. Na początku pobytu w klubie Johnsen nie mógł się odnaleźć, większość sezonu spędził na ławce rezerwowych. Dopiero w następnych sezonach, trenerzy i kibice poznali go jako nieustępliwego i twardego obrońcę. W sezonie 1994/95 wygrał głosowanie kibiców londyńskiego na najlepszego zawodnika sezonu.
Krótko po wywalczeniu w 1997 FA Cup, powrócił do Norwegii, gdzie grał w klubach: Rosenborg BK oraz Strømsgodset IF do zakończenia kariery w czerwcu 1999.

## Reprezentacja Norwegii
Był solidnym fundementem obrony reprezentacji Norwegii, z którą rozegrał 24 spotkania strzelając 2 bramki.
| # | Data              | Stadion | Przeciwnik        | Wynik | Rezultat | Rozgrywki                            |
| - | ----------------- | ------- | ----------------- | ----- | -------- | ------------------------------------ |
| 1 | 15 listopada 1989 | Glasgow | Szkocja           | 1-1   | Remis    | eliminacje do Mistrzostw Świata 1990 |
| 2 | 27 marca 1990     | Belfast | Irlandia Północna | 3-2   | Wygrana  | Towarzyski                           |